# Conus chytreus
Espèce
Statut de conservation UICN

 LC  : Préoccupation mineure
Conus chytreus est une espèce de mollusques gastéropodes marins de la famille des Conidae.
Comme toutes les espèces du genre Conus, ces escargots sont prédateurs et venimeux. Ils sont capables de « piquer » les humains et doivent donc être manipulés avec précaution, voire pas du tout.

## Description
La taille de la coquille varie entre 16 mm et 32 mm.

## Distribution
Cette espèce est présente dans l'océan Atlantique au large de l'Angola.

### Niveau de risque d’extinction de l’espèce
Selon l'analyse de l'UICN réalisée en 2011 pour la définition du niveau de risque d'extinction, bien que l'aire de répartition de cette espèce soit petite par rapport à la plupart des autres Conus spp., la région dans laquelle elle vit est peu peuplée. Des prospections pétrolières ont été effectuées le long de la côte angolaise et, éventuellement, l'exploration pétrolière pourrait avoir un effet sur la côte angolaise dans le futur, mais il n'y a pas de développement actuel de ces activités. L'espèce a été évaluée comme étant de préoccupation mineure.

## Taxonomie

### Publication originale
L'espèce Conus chytreus a été décrite pour la première fois en 1884 par le conchyliologiste britannique George Washington Tryon (1838-1888) dans la publication intitulée « Manual of conchology, structural and systematic, with illustrations of the species »,.

### Synonymes
- Conus (Lautoconus) chytreus Tryon, 1884 · appellation alternative
- Conus figulinus var. chytreus Tryon, 1884 · non accepté (protonyme)
- Conus lucirensis Paes Da Franca, 1957 · non accepté
- Varioconus chytreus (Tryon, 1884) · non accepté

## Identifiants taxonomiques
Chaque taxon catalogué par les bases de données biologiques et taxonomiques possède un identifiant qui permet d'établir un point de référence. Les identifiants de Conus chytreus dans les principales bases sont les suivants :
CoL : XX5X - GBIF : 6511441 - iNaturalist : 150322 - IRMNG : 11734847 - TAXREF : 153730 - UICN : 192418 - WoRMS : 570125